# لیلیانا بونفاتی
لیلیانا بونفاتی (ایتالیایی: Liliana Bonfatti؛ ‏ ۲۷ اکتبر ۱۹۳۰ – ۱۹ دسامبر ۲۰۰۵) بازیگر اهل ایتالیا بود.
از فیلم‌هایی که وی در آن‌ها نقش داشته است، می‌توان به به‌خاطر تو مرتکب گناه شده‌ام اشاره نمود.